# León Moreno Gonín
León Moreno Gonín (París, 21 de mayo de 1840 - Arquillos, 26 de febrero de 1897) fue un notable personaje de la vida política española de la segunda mitad del siglo XIX y muy ligado a la localidad de Arquillos.

## Biografía
León vio la luz en París a las cuatro de la tarde del 21 de mayo de 1840 y fue bautizado al día siguiente en la parroquia de Saint Laurent de la capital francesa con el nombre de León Polycarpe.
Su padre, Manuel León Moreno Manzano, doctor en derecho, fue un político aristócrata granadino que perteneció al grupo liberal y que fue exiliado a Francia por Fernando VII tras la caída del gobierno revolucionario en 1823. Allí vivió dirigiendo una sociedad mercantil con su hermano Juan de Dios y con sede en La Habana. En París estuvo rodeado de varios políticos y militares exiliados en Francia, entre ellos el general Diego de León, que en 1841 protagonizaría el levantamiento contra el general Espartero. Por entonces conoció a la que sería su pareja, Madeleine Gonín Piney, nacida el 28 de febrero de 1819 en Saint Chamond (Loira). Fue en París donde nació su hijo mayor, León, ya que su hija Margarita nació en Arquillos (Jaén). Tras la muerte de Fernando VII, la reina regente María Cristina concedió la amnistía a los liberales y Manuel León Moreno regresó a España en 1841, estableciéndose entre Arquillos y Santisteban del Puerto. Gracias a su fortuna atesorada en América adquirió una gran extensión de la comarca del Condado situada en los términos de Arquillos, Navas y Santisteban. Manuel León adquirió los bienes que poseía en Santisteban del Puerto el Conde de las Infantas y Duque de Medinacelli. Su posición económica le permitió ser nombrado Diputado a Cortes por Villacarrillo en las elecciones del 31 de agosto de 1850. Ostentó el distintivo de Caballero Cubierto ante el Rey, título que le fue concedido por la reina Isabel II.
Tras la muerte de Manuel León Moreno, su hijo León Moreno Gonín recibió en herencia las tierras que su padre poseía en el término de Arquillos, gracias a lo cual fue nombrado Diputado por Jaén por el gobernador civil en enero de 1875. Después sería Diputado Electo por La Carolina tras las elecciones de 1877, ocupando el cargo hasta octubre de 1878. Tras las elecciones del 8 de mayo de 1884 ocupó el sillón de Senador por Jaén hasta 1885 y posteriormente desde 1893 hasta 1894. También recibió de su Majestad a título personal el distintivo de Caballero Cubierto ante el Rey, gracias a lo cual recibiría el tratamiento de Excelentísimo Señor, trato que, cuando se desposó, también se extendería a su esposa.
León se estableció en la localidad de Arquillos en una casa palacio (hoy desaparecida) que construyó al inicio de la calle Nueva, que durante muchos años pasaría a ser denominada “Calle de Don León Moreno”. Dicha casa ocupaba toda la manzana en la que hoy se encuentra el mercado de abastos y antes de su demolición fue cuartel de la Guardia Civil.  
Fue por 1880 cuando conoció a la que sería su esposa: Dolores Lozano López. Ésta era natural de Arquillos, población en la que nació en 1867, y era hija de Agustín Lozano García, natural de Tabernas, y de María López Nieto, esta última de Arquillos. Ambos trabajaban en las tierras de León Moreno y engendraron seis hijos. La mayor de ellos era Dolores y siendo aún una adolescente encandiló a León que se encargó personalmente de procurarle educación social y formación académica, recibiendo instrucción en varios colegios de prestigio. A pesar de la amplia diferencia de edad de veintiocho años entre ambos, decidieron formar una familia.

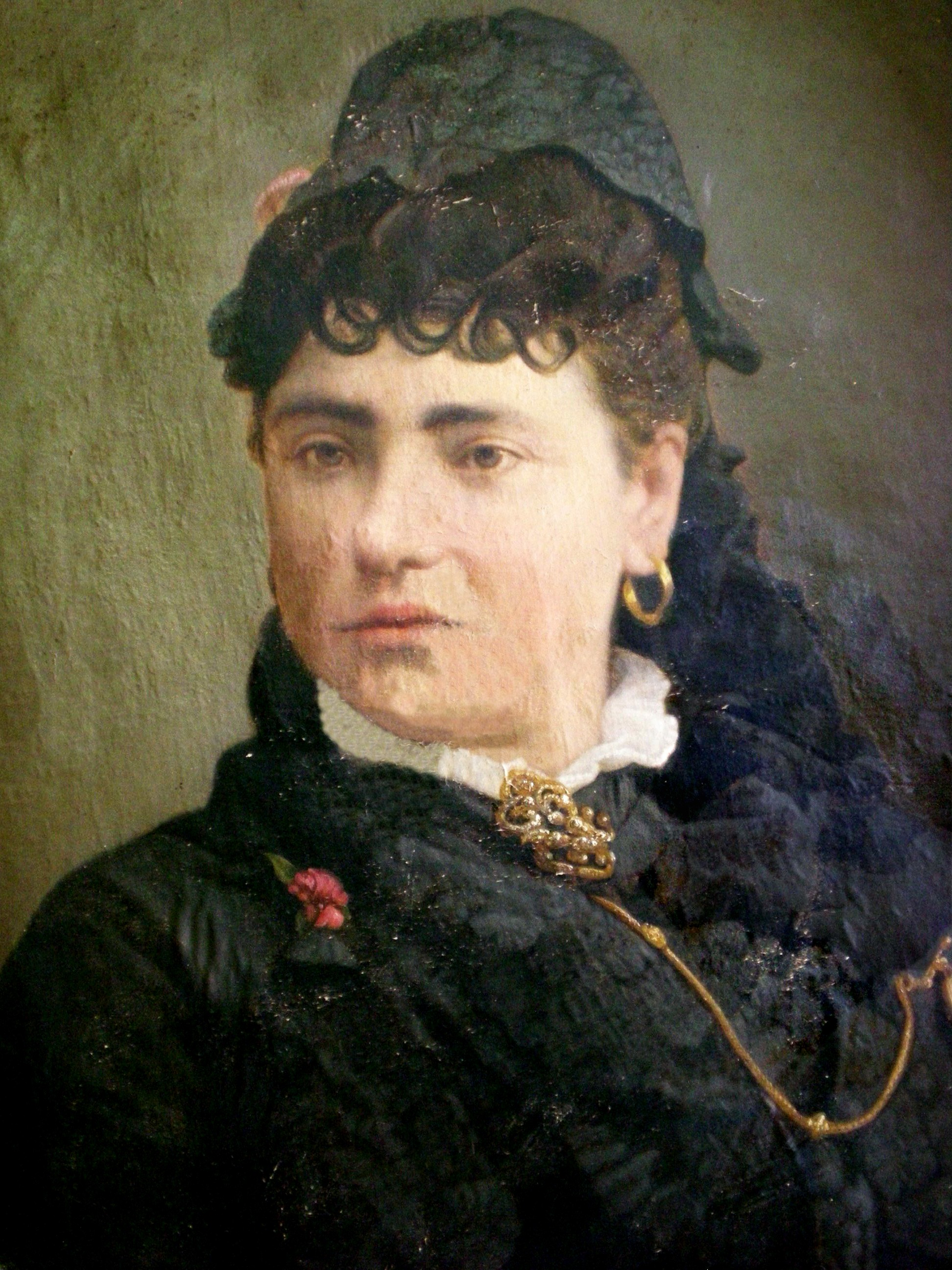
Retrato de Dolores Lozano López, esposa de León Moreno

León Moreno y Dolores Lozano fueron desposados y velados el día 12 de noviembre de 1887, en la casa del contrayente, por el párroco de Ntra. Sra. de la Concepción de Arquillos Manuel Mª Olid según consta en el registro civil de Arquillos.
León y Dolores tuvieron diez hijos llamados Manuel Antonio, Magdalena, León Manuel, María Dolores, Margarita, León Policarpo, Agustín José, José Antonio, María de la Cruz y Margarita. Los tres primeros nacieron antes del matrimonio de sus padres y fueron reconocidos legalmente por León Moreno un mes después del enlace. Las dos últimas nacieron unos meses después de la muerte de su padre, siendo por tanto hijas póstumas.
Durante su estancia en Arquillos, León adquirió varias casas y solares junto a la iglesia y la antigua cárcel levantando una nueva casa neomudéjar que hoy en día se conserva en la Plaza de la Posada. También financió en 1873 la mitad de los gastos ocasionados para la canalización del agua hasta la fuente y abrevadero públicos que se instalaron en la plaza, y que ascendieron a un total de 41 reales de vellón.
León murió en Arquillos en su domicilio de la calle Nueva el día 26 de febrero de 1897. Fue enterrado en el panteón de la familia Moreno que él mismo había levantado bajo la advocación de “Santa María Magdalena” en el cementerio antiguo de esta localidad, aunque tras el desmantelamiento de éste, sus restos fueron trasladados al panteón familiar de Navas, junto con los de su esposa y sus padres. Dicho panteón contaba con bula papal para poder celebrar misa diaria en él, así como en la capilla que levantó en 1890 en su domicilio de la plaza de la Posada. Tras la muerte de León, Dolores contrajo matrimonio en segundas nupcias con Fernando de la Torre Capitán y Maroto con quien tuvo a su última hija: Ezequiela. Dolores falleció en la calle Alcalá Zamora 35 de Arquillos en el año 1931, el día 11 de febrero.
En cuanto a la hermana de León Moreno, Margarita, heredó de su padre la parte de sus propiedades situadas en los términos de Navas y Santisteban. Casó con Juan de Dios Sanjuán Labrador, abogado, senador del Reino y Gran Cruz de Isabel la Católica. Ambos tuvieron cinco hijos: Enrique, Elena, Carlos, Mariano y Magdalena. Elena, la hija mayor de Margarita y sobrina de León, contraería matrimonio con José Mateo-Sagasta Vidal, hijo del presidente del gobierno Práxedes Mateo-Sagasta. Gracias a la dote aportada por su esposa, José Mateo-Sagasta Vidal pudo acceder a ser Diputado por Jaén. Tras la temprana muerte de éste, su hija Ángela Mateo-Sagasta Sanjuán recibiría el nombramiento de condesa de Torrecilla de Cameros, título concedido el 22 de enero de 1904 y Real despacho de 28 de abril. Por tal motivo el cortijo situado entre las localidades de Navas y Santisteban es conocido como “La Sagastina” y pertenece aún a los herederos del hijo del presidente Sagasta.